# Jornal das 8
O Jornal das 8 foi um noticiário televisivo diário transmitido pelo canal generalista TVI, com início às 20h, e teve como últimos apresentadores,  José Alberto Carvalho, Sara Pinto e Sandra Felgueiras.
Neste noticiário foram transmitidas todas as notícias nacionais e internacionais que marcaram o dia. Houve também espaço para se transmitir reportagens mais alargadas, entrevistas, debates e outras rubricas.
Periodicamente, no Jornal das 8 houve lugar à transmissão de grandes reportagens de investigação da autoria dos jornalistas da TVI. Aos domingos, habitualmente era transmitido o comentário Global de Paulo Portas.
A partir de setembro de 2022, o Jornal das 8 é reformulado com novo grafismo e novas rúbricas entre as quais uma da autoria de José Eduardo Moniz e outra de Sandra Felgueiras. Neste mesmo mês a jornalista Sandra Felgueiras passa a apresentar o noticiário aos fins de semana.
Em fevereiro de 2023, o Jornal das 8 é extinto e dá lugar ao regressado Jornal Nacional.

## História
Marcelo Rebelo de Sousa fez parte da equipa do noticiário entre 2011 e 11 de outubro de 2015, quando se despediu numa emissão especial conduzida por José Alberto Carvalho, com participação dos jornalistas que já haviam mediado o espaço de comentários de Marcelo na estação: Júlio Magalhães, Ana Sofia Vinhas, José Carlos Castro, Judite Sousa e João Maia Abreu, além da participação do diretor de informação da emissora, Sérgio Figueiredo.
Em 20 de fevereiro de 2017, em comemoração ao aniversário de 24 anos da TVI, o Jornal das 8 passou pela maior reforma desde a sua estreia. Numa emissão conduzida por José Alberto Carvalho, Judite Sousa e Pedro Pinto, o noticiário estreou um novo estúdio, altamente tecnológico, e teve a visita do ex-comentador e então presidente Marcelo Rebelo de Sousa, acompanhados pelos três pivots e por comentadores habituais da TVI24. Foi a primeira vez que um presidente em exercício visitou uma televisão privada.
O lema de toda a informação do canal, onde se inclui este noticiário, foi até 2012 Nós informamos. Você decide, seguido por Juntos, Criamos Notícia (slogan alusivo à Campanha da Média Capital), substituído em 2017 por TVI: a Informação Líder de Portugal.
Às sextas, José Eduardo Moniz conduziu em 2018-2019, uma rubrica interativa chamada Deus e o Diabo.
Em 6 de novembro de 2019, Judite Sousa anunciou a sua saída da TVI e deixou de fazer parte do Jornal das 8 que apresentou por oito anos.
Em setembro de 2020, a informação da TVI é renovada, apresentando um novo estúdio de informação, novo cenário e novos grafismos. É ainda apresentado um novo pivot para o Jornal das 8, Pedro Mourinho, que também passou a ser subdiretor de informação, junta-se a José Alberto Carvalho e Pedro Pinto como um dos principais rostos da informação da TVI.
Em novembro de 2020, é anunciada a saída do jornalista Pedro Pinto da TVI, depois de 20 anos na informação do canal.
Em setembro de 2021, o Jornal das 8 é reformulado e passa ser apresentado alternadamente por 3 jornalistas: Sara Pinto, José Alberto Carvalho, Pedro Mourinho. O segmento de reportagem Repórter TVI regressa ao Jornal das 8 e é introduzido uma nova rubrica Exclusivo, em que todas as semanas apresenta uma investigação jornalística. Com o fim da TVI24 em novembro de 2021, passa a ser emitido exclusivamente na TVI. No inicio de 2022, a jornalista Andreia Vale passou a apresentar o noticiário ao fim de semana. 
A partir de setembro de 2022, o principal noticiário da TVI é reformulado, ganhando novas rúbricas e a apresentação aos fins de semana pela jornalista Sandra Felgueiras e durante a semana por José Alberto Carvalho e Sara Pinto ou Andreia Vale. A jornalista Andreia Vale passa nesta fase a apresentar também a rúbrica Global com Paulo Portas.
Em fevereiro de 2023, o Jornal das 8 é extinto e dá lugar ao regressado Jornal Nacional.

## Rubricas
- Global, com Paulo Portas (novembro de 2018-actualidade)
- Deus e o Diabo, com José Eduardo Moniz (novembro de 2018-junho de 2019)
- A Hora da Verdade, com Pedro Benevides (setembro de 2020-novembro de 2021)
- Acontece aos Melhores, com Emanuel Monteiro (2021-22)
- No Limite, com Miguel Fernandes (abril de 2022-agosto de 2022)
- Vai dar uma Curva, com Joaquim Franco (periodicamente no mês de agosto)
- Mesa Nacional, com Paulo Salvador (periodicamente no mês de agosto)
- Meu Querido Mês de agosto, com Emanuel Monteiro (periodicamente no mês de agosto)
- Exclusivo, com Sandra Felgueiras (setembro de 2022-actualidade)
- As Pessoas Não São Números, com Pedro Santos Guerreiro (setembro de 2022-actualidade)
- Repórter TVI, com Raquel Matos Cruz (setembro de 2022-actualidade)
- Preto no Branco, com Nuno Santos (setembro de 2022-actualidade)
- Perplexidades, com José Eduardo Moniz (setembro de 2022-actualidade)

## Comentadores residentes
- Paulo Portas

## Antigos comentadores residentes
- Marcelo Rebelo de Sousa
- Miguel Sousa Tavares

## Jornal da Uma
O Jornal da Uma foi um noticiário português diário, transmitido pela TVI a partir das 13h, conduzido pela última vez por José Carlos Araújo e Cátia Nobre, de 2ª à 6ª feira e ao fim de semana alternadamente por, Lurdes Baeta, Andreia Vale e João Fernando Ramos. 
Neste noticiário foram transmitidas todas as notícias nacionais e internacionais que marcam o dia. Houve também tempo para se transmitir reportagens mais alargadas e outras rubricas.
A 4 de Abril de 2022 começou a ser conduzido durante a semana em dupla por José Carlos Araújo e Cátia Nobre que transitaram da CNN Portugal onde apresentavam o CNN Meio Dia. Na mesma altura, ao fim de semana passou a ser conduzido alternadamente por Lurdes Baeta, Andreia Vale e João Fernando Ramos.
A partir de 21 de fevereiro de 2023 o Jornal da Uma é extinto e dá lugar ao regressado e renovado TVI Jornal.

### Apresentadores (2004-2023)
- José Carlos Araújo
- Cátia Nobre
- Lurdes Baeta
- Andreia Vale
- João Fernando Ramos
- Júlio Magalhães
- Henrique Garcia (2004-2005)
- Ana Sofia Vinhas
- José Carlos Castro
- Pedro Pinto
- Pedro Carvalhas
- Susana Bento Ramos
- Ana Guedes Rodrigues
- Paulo Salvador
- Cristina Reyna
- Frederico Mendes Oliveira
- Ana Sofia Cardoso
- Patrícia Matos
- João Póvoa Marinheiro
- Diana Bouça-Nova
- André Neto de Oliveira

## Prémios
Troféus de Televisão TV 7 Dias/Impala
| Ano  | Prémio                       | Resultado |
| ---- | ---------------------------- | --------- |
| 2017 | Informação - Melhor Programa | Venceu    |
| 2021 | Informação - Melhor Programa | Venceu    |